# Death on Naboo

Death on Naboo es la cuarta novela de la serie The Last of the Jedi, basada en el universo de Star Wars, escrita por Jude Watson. Fue publicada por Scholastic Press en inglés en abril de 2006. En español su publicación no está prevista y el título se traduciría como "Muerte en Naboo".

## Argumento
Ferus Olin ha sido capturado por el Imperio por colaboración con la Orden Jedi. Ahora se encuentra en Dontamo, un planeta-prisión de localización desconocida. Ferus fue introducido en la prisión de manera anónima como el prisionero número 934890. Allí se enfrenta al matón de la prisión por la comida, este jura vengarse y planea asesinarle. El matón junto con otros prisioneros atacan a Ferus, pero este gracias a un antiguo compañero de las Guerras Clon, Clive Flax, consigue escaparse, y ambos consiguen hacerse con un transporte de suministros para salir del planeta.
Una vez en el espacio son asistidos por la Jedi Solace, el joven Trever y algún "Erased" que escapó de milagro del refugio de Coruscant brutalmente atacado por imperiales se dirigen a Alba-16, allí Keets les dice que Malorum se había ido a investigar a Naboo.Como Obi-Wan Kenobi le había pedido que se mantuviese alerta con respecto a Malorum, decide seguirle hasta Naboo junto con Clive y algunos otros.
Naboo se encuentra controlado por un gobierno imperial y los ciudadanos se muestran indiferentes. Sin embargo Malorum y los imperiales rompen esa calma al dirigirse a la residencia de Ryoo Thule, la abuela de Padmé, y asesinarla por no revelarles ninguna información. Cuando Ferus llegó descubrió que Malorum ya había descubierto que el secreto tenía que ver con los Skywalker, algún tipo de secreto que por alguna razón Obi-Wan quería mantener.
Ferus habló con la reina Apaliana y al Capitán Gregar Typho para que junto al jefe Rugor Nass de los gungan asestaran un golpe a los imperiales destruyendo su cuartel general, mientras Ferus se coupaba de Malorum. La inteligencia de Naboo había descubierto que en la base guardaban armas ilegales. Un ataque bien realizado haría estallar las armas y todo el cuartel y el Imperio no podría vengarse porque hacerlo sería reconocer la existencia de las armas.
Mientras el ataque se desarrolla con éxito Ferus y Malorum se enfrentaron en el Palacio Real de Theed, Ferus se vio sorprendido por el hábil uso de la Fuerza de Malorum, pero finalmente la experiencia de Ferus se impuso y acabó derrotándolo en el núcleo del reactor de Theed, donde Qui-Gon Jinn y Obi-Wan habían combatido a Darth Maul durante la Batalla de Theed. Malorum se llevaba lo averiguado de los Skywalker a la tumba.
Una vez todo ha acabado los "Erased", Clive, Trever, Solace y Ferus vuelven a la base-asteroide con provisiones. Antes de partir, Ferus recibe un mensaje del Emperador Palpatine. Le ofrece viajar a Coruscant para hablar con él a cambio de una amnistía total de sus crímenes, el Emperador dijo que podría rechazar la oferta si quisiera e irse.